# Józef Sierociński
Józef Sierociński (ur. 12 listopada 1891 w Łodzi, zm. 2 stycznia 1955 w Kamiennej Górze) – działacz polonijny, oficer Wojska Polskiego, kawaler Orderu Virtuti Militari.

## Życiorys
Syn Stanisława i Józefy z Jankowskich, ukończył Szkołę Średnią Handlową w Łodzi. Przeniósł się do Warszawy aby tam szukać zatrudnienia. W 1913 roku został powołany do odbycia służby wojskowej w Armii Imperium Rosyjskiego. Aby tego uniknąć zdecydował się na emigrację do Stanów Zjednoczonych.
Dotarł do Nowego Jorku, gdzie rozpoczął pracę jako kreślarz. Zaangażował się w działalność Związku Sokołów Polskich w Ameryce (ZSPwA). W 1914 roku objął stanowisko podnaczelnika I Okręgu, wkrótce awansował na stanowisko naczelnika Okręgu VI w South Bend (Indiana), a pod koniec grudnia 1916 roku został członkiem Komisji Technicznej ZSPwA.
Na początku 1917 roku został skierowany na kurs oficerski prowadzony w Szkole Piechoty w Toronto, a następnie w Niagara-on-the-Lake. Kurs ukończył w maju 1917 roku i został awansowany na stopień podporucznika. 17 czerwca został mianowany komendantem Szkoły Podchorążych i pełnił tę funkcję do momentu jej przeniesienia w październiku do Kanady. Został mianowany kierownikiem komórki ZSPwA zajmującej się rekrutacją ochotników do tworzonej we Francji błękitnej armii. 

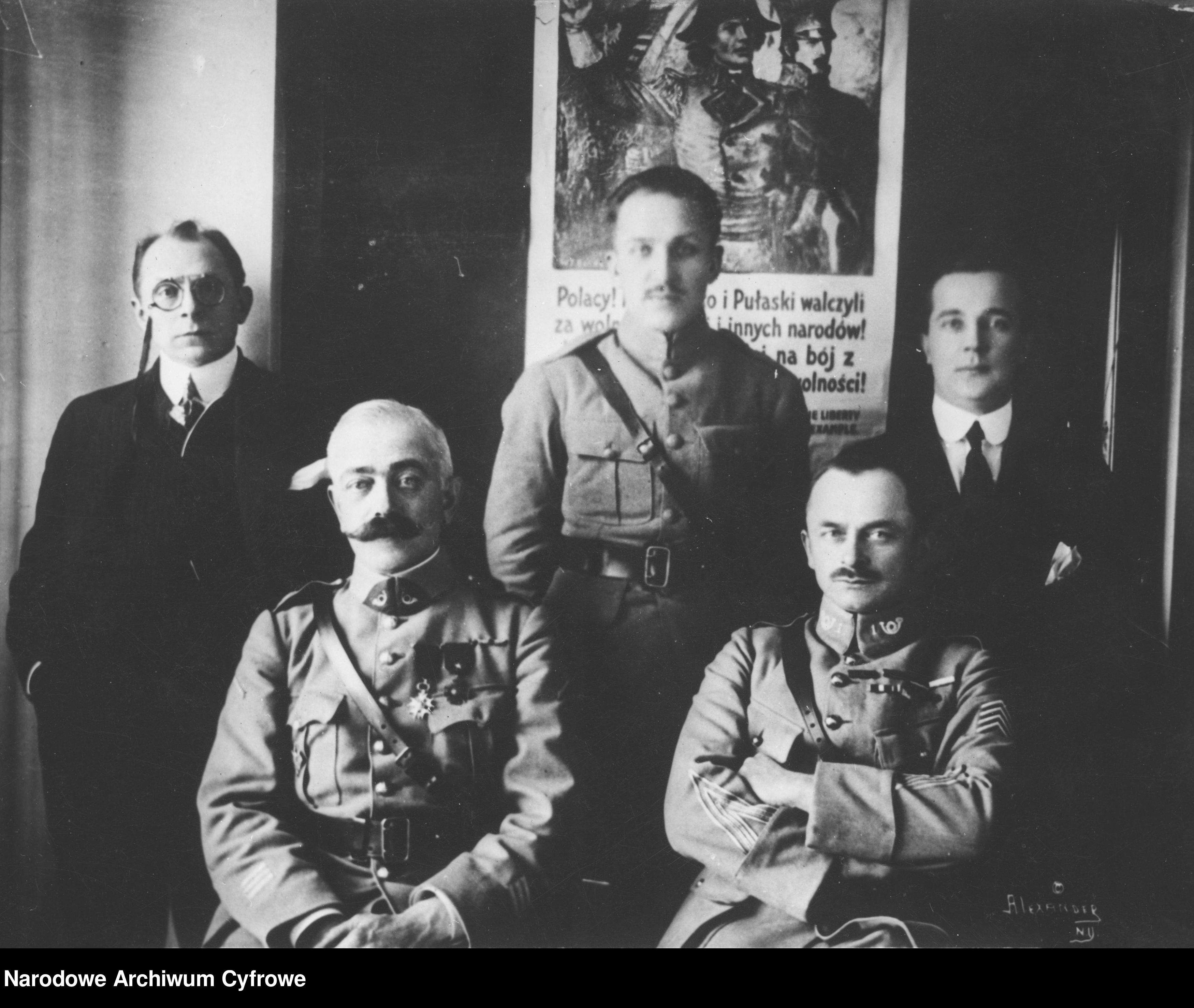
Józef Sierociński (stoi pośrodku) w 1918 r. w Nowym Jorku

W 1918 roku, w okresie kwiecień-czerwiec, został przeniesiony do Nowego Jorku na stanowisko adiutanta tamtejszej komisji wojskowej i szefa Biura Komisji Wojskowej. Jako kierownik rekrutacji nadzorował prace lokalnych komisji na terenie całych Stanów Zjednoczonych. W czerwcu powrócił do Obozu Kościuszko w Niagara-on-the-Lake i objął dowództwo nad kompanią „C” III batalionu.
28 czerwca 1918 roku objął dowództwo nad konwojem wysłanym droga morską z Kanady do Francji. Po dotarciu na miejsce 26 lipca został skierowany na szkolenie w Szkole Oficerskiej w Quintin, gdzie zapoznał się z taktyką dowodzenia, europejską technikę wojskową i nowymi rodzajami uzbrojenia. Wraz z armią gen. Józefa Hallera w 1919 roku dotarł do niepodległej już Polski.
W listopadzie 1918 roku został członkiem Polskiej Misji Wojskowej, której zadaniem było nawiązanie łączności z polskimi jednostkami wojskowymi na Syberii i sprowadzenie ich do kraju. Po podróży przez Atlantyk, Stany Zjednoczone i Pacyfik dotarł w styczniu 1919 roku do Władywostoku. Stamtąd Koleją Transsyberyjską Misja przedostała się do Nowonikołajewska, gdzie nawiązała kontakt z dowództwem 5 Dywizji Strzelców Polskich. Podczas próby ewakuacji Dywizji doszło do jej rozbicia. Józef Sierociński zdołał przedostać się do Harbinu, skąd ewakuował grupę 1500 Polaków. 27 maja 1920 roku, na pokładzie przejętego statku floty rosyjskiej „Jarosław”, dopłynęli do Gdańska.
3 lipca 1920 roku został przydzielony do dyspozycji gen. Józefa Hallera jako oficer ordynansowy, pełnił również funkcję szefa propagandy. Brał udział we wszystkich inspekcjach oddziałów frontowych przeprowadzonych przez gen. Hallera, kilkakrotnie wziął udział w walkach. Został przydzielony do Grupy Operacyjnej płk. Kazimierza Ładosia, w składzie której wziął udział w walkach. 4 i 5 sierpnia wyróżnił się podczas walk w rejonie Janowa Podlaskiego, gdzie dowodził kontratakiem na oddziały Armii Czerwonej i uniemożliwił okrążenie głównych sił Frontu Północno-Wschodniego.
Po zakończeniu działań wojennych zdecydował się na pozostanie w Polsce. Zamieszkał w Warszawie, od 1922 roku pracował jako urzędnik biurowy. Od tego samego roku działał również w Związku Hallerczyków, gdzie w późniejszych latach sprawował funkcję sekretarza, wiceprezesa, a następnie prezesa. W dalszym ciągu ściśle współpracował z gen. Hallerem, w 1923 roku wraz z nim odwiedził Stany Zjednoczone. Brał udział w audiencji u prezydenta Woodrowa Wilsona, dzięki Poli Negri odwiedził Hollywood. W 1924 roku podczas kongresu Federacji Międzysojuszniczej Byłych Kombatantów w Londynie wystąpił jako oficjalny przedstawiciel Związku Hallerczyków. W latach dwudziestych uczestniczył w licznych krajowych zjazdach kombatantów.
W 1926 roku znalazł zatrudnienie w Towarzystwie Kredytowym Ziemskim. Pozostał aktywnym uczestnikiem życia społecznego i politycznego, od 1936 roku wszedł w skład Frontu Morges. Tuż przed wybuchem II wojny światowej został zmobilizowany do służby w Wojsku Polskim. W kampanii wrześniowej walczył w rejonie Kowla i Włodzimierza Wołyńskiego. Udało mu się uniknąć niewoli, zamieszkał z żoną w Poniatowie. Z uwagi na udział żony w tajnym nauczaniu znalazł się w zainteresowaniu Gestapo. Przenieśli się do Będzymina a następnie do Żuromina. Ostatecznie znalazł zatrudnienie w Fabryce Noży w Przedborzu, gdzie pracował do zakończenia działań wojennych.

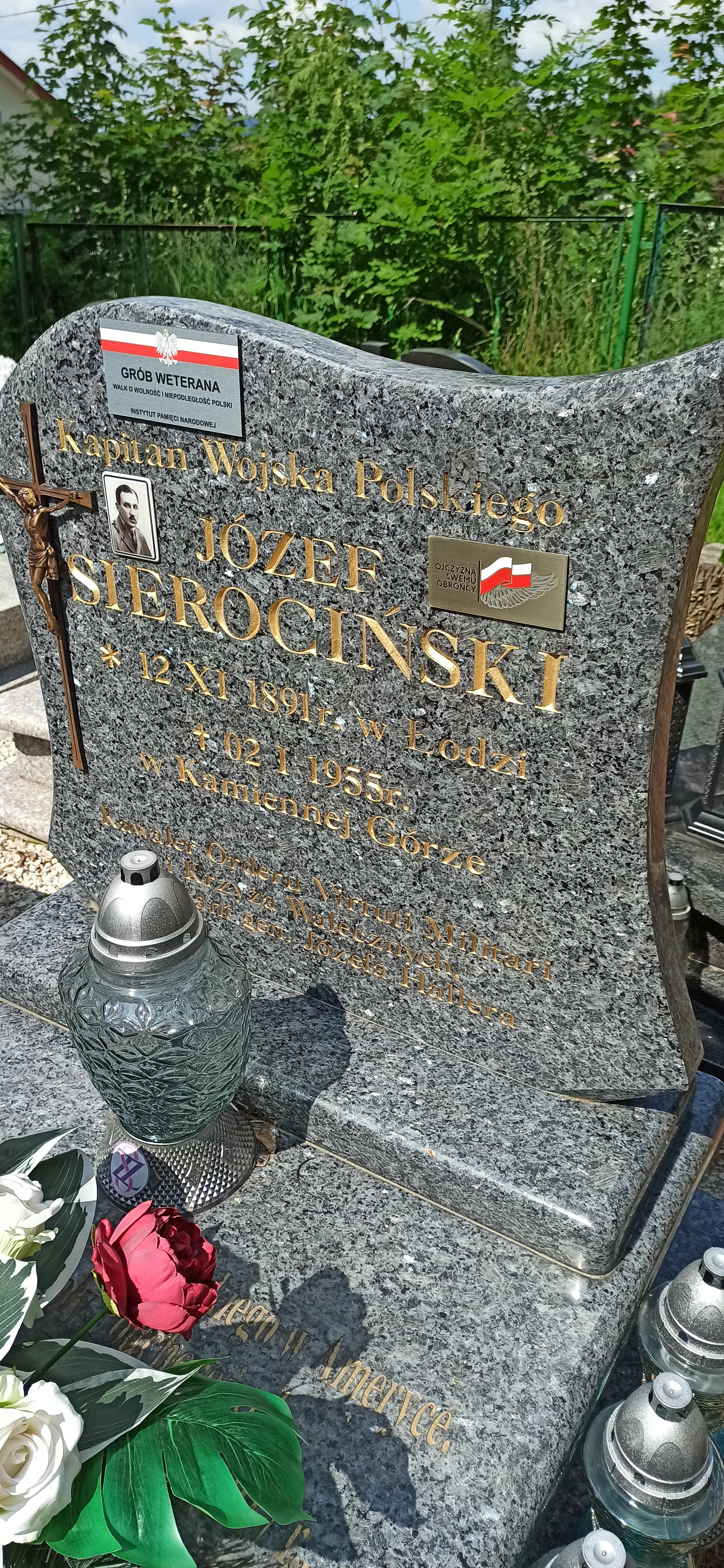
Tablica nagrobna Józefa Sierocińskiego na cmentarzu komunalnym w Kamiennej Gorze

Po wyzwoleniu majątek jego żony w Poniatowie został znacjonalizowany, a małżonkowie zamieszkali w Kamiennej Górze. Józef Sierociński znalazł zatrudnienie w Zakładach Przemysłu Lniarskiego „Len” na stanowisku kierownika Działu Zaopatrzenia i Zbytu. Od 1953 roku nasiliły się jego problemu zdrowotne, wynikające z jego służby wojskowej. Zmarł 2 stycznia 1955 roku, został pochowany na cmentarzu katolickim w Kamiennej Górze. W 2008 roku jego grób został odrestaurowany dzięki wsparciu Zarządu Okręgu nr 2 Stowarzyszeniu Weteranów Armii Polskiej w Ameryce (SWAP). Grób Józefa Sierocińskiego został wpisany do prowadzonej przez IPN ewidencji grobów weteranów walk o wolność i niepodległość Polski

## Życie prywatne
14 lutego 1925 roku zawarł związek małżeński z Eugenią Kossakowską herbu Korwin. Nie posiadali własnych dzieci, a po II wojnie światowej małżeństwo zaadoptowało Witolda Kącika.

## Awanse
- 12 września 1918 – podporucznik
- 28 listopada 1918 – porucznik
- grudzień 1921 – kapitan

## Medale i odznaczania
- Krzyż Srebrny Orderu Wojskowego Virtuti Militari nr 5652 – 27 września 1922[2]
- Medal Niepodległości
- Miecze Hallerowskie
- Medal Pamiątkowy za Wojnę 1918–1921
- Krzyż Żołnierzy Polskich z Ameryki
- Médaille Interalliée
- American Legion
- Rainbow Division